# Chỉ có thể là yêu (phim Hàn Quốc)
It's Okay, That's Love (tiếng Hàn: 괜찮아, 사랑이야; Romaja: Gwaenchanha, Sarangiya) là bộ phim truyền hình Hàn Quốc với sự tham gia của Jo In-seong và Gong Hyo-jin. Phim được phát sóng trên SBS vào thứ tư và thứ năm lúc 21:55 gồm 16 tập bắt đầu vào 23 tháng 7 năm 2014.

## Nội dung
Bộ phim khắc hoạ cuộc sống và tình yêu của những người có chứng bệnh lo âu trong cuộc sống hiện đại. Phim nhằm mục đích trả lời câu hỏi, "Bạn làm gì khi trái tim mình dần ghẻ lạnh, hoặc bị ung thư, hoặc bị bệnh tiểu đường?"
Jang Jae-yeol là nhà văn viết tiểu thuyết bí ẩn và là một radio DJ, người bị rối loạn ám ảnh cưỡng chế. Ji Hae-soo đang trải qua học bổng năm đầu tiên của cô nghiên cứu về tâm thần học tại một bệnh viên đại học. Một khi họ gặp nhau, họ cố chữa lành vết thương cho nhau và yêu nhau.

## Diễn viên

### Các nhân vật chính
Bộ phim được nhóm Đạt Phi lồng tiếng và được chiếu trên HTV3 vào năm 2014
| Diễn viên          | Vai diễn       | Giới thiệu | Diễn viên lồng tiếng |
| ------------------ | -------------- | --- | -------------------- |
| Jo In-sung         | Jang Jae-yeol  | Một tiểu thuyết gia truyện bí ẩn nổi tiếng và radio DJ với rối loạn ám ảnh cưỡng chế | Hoàng Sơn            |
| Gong Hyo-jin       | Ji Hae-soo     | Bác sĩ khoa tâm thần bệnh viện đại học Hàn Quốc. | Khánh Ái             |
| Sung Dong-il       | Jo Dong-min    | Tiền bối của Hae-soo tại bệnh viên, sống cùng nhà trọ với Hae-soo | Tất My Ly            |
| Lee Kwang-soo      | Park Soo-kwang | Một bệnh nhân với Hội chứng Tourette, sống cùng nhà trọ với Hae-soo | Minh Nhật            |
| Do Kyung-soo (D.O) | Han Kang-woo   | Một học sinh cấp 3 một người hâm mộ lớn của Jang Jae-yeol, và mong muốn trở thành một tác giả bán sách chạy nhất như anh một ngày nào đó để làm cho mẹ hạnh phúc. Kang woo là nhân vật mà Jae Yeol tưởng tượng do bị ám ảnh quá khứ. Có thể nói Kang woo là hiện thân của tuổi thơ bất hạnh của Jae Yeol | Ngọc Quý             |

### Các nhân vật khác
| Diễn viên        | Vai diễn        | Giới thiệu                                                                                          | Diễn viên lồng tiếng |
| ---------------- | --------------- | --------------------------------------------------------------------------------------------------- | -------------------- |
| Yang Ik-june     | Jang Jae-beom   | Anh trai của Jae-yeol                                                                               | Minh Triết           |
| Jin Kyung        | Lee Young-jin   | Vợ cũ của Dong-min                                                                                  | Minh Tân             |
| Cha Hwa-yeon     | Mẹ của Jae-yeol | | Lê Hà                |
| Kim Mi-kyung     | Mẹ của Hae-soo  | | Linh Phương          |
| Lee Sung-kyung   | Ahn So-nyeo     | Một học sinh cấp 3 người bị đuổi học khỏi trường và làm việc tại một quán cà phê của Jang Jae-yeol. |                      |
| Do Sang-woo      | Choi Ho         | Bạn trai cũ của Hae-soo                                                                             | Hoài Bảo             |
| Tae Hang-ho      | Yang Tae-yong   | Bạn thân của Jae-yeol                                                                               | Thanh Sơn            |
| Choi Moon-kyung  | Ji Yoon-soo     | Chị của Hae-soo                                                                                     | Thiện Thanh          |
| Choi Seung-kyung | Oh Do-Deok      | Anh rể của Hae-soo, chồng của Yoon-soo                                                              | Minh Vũ              |

### Khách mời
- Yoon Jin-yi vai Lee Pul-ip

Người yêu cũ của Jang Jae-Yeol, Pul-ip lợi dụng Tae-yong đánh cắp tác phẩm của Jae-yeol trước khi đem đi xuất bản và viết một cuốn sách với nội dung tương tự dưới tên của mình
- Jang Ki Yong vai Sam

Bạn trai của Ahn So-nyeo trước khi chính thức quen với Park Soo-kwang.
- Baek Seung-do vai Hwan Hee

Cậu học sinh cấp 3 mắc chứng thích vẽ bộ phận sinh dục của người khác.
- Lee Dong-ha vai Yoon Chul

Bạn cũ của Hae-soo và Dong-min
- Lee El vai Hyeri

Vợ của Yoon Chul, mắc chứng Tâm thần phân liệt
- Goo Ha-ra vai fan hâm mộ của Jae-Yeol
- Huh Ji-woong vai Radio DJ

## Tỷ suất người xem
| Tập #      | Ngày phát sóng      | Thị phần khán giả | Thị phần khán giả | Thị phần khán giả | Thị phần khán giả |
| Tập #      | Ngày phát sóng      | TNmS Ratings      | TNmS Ratings      | AGB Nielsen       | AGB Nielsen       |
| Tập #      | Ngày phát sóng      | Toàn quốc         | Vùng thủ đô Seoul | Toàn quốc         | Vùng thủ đô Seoul |
| ---------- | ------------------- | ----------------- | ----------------- | ----------------- | ----------------- |
| 1          | 23 tháng 7 năm 2014 | 9.8%              | 13.5%             | 9.3%              | 11.0%             |
| 2          | 24 tháng 7 năm 2014 | 11.2%             | 13.6%             | 9.1%              | 10.3%             |
| 3          | 30 tháng 7 năm 2014 | 9.4%              | 11.6%             | 9.1%              | 9.6%              |
| 4          | 31 tháng 7 năm 2014 | 10.5%             | 12.4%             | 10.1%             | 11.2%             |
| 5          | 6 tháng 8 năm 2014  | 9.8%              | 12.1%             | 10.1%             | 11.5%             |
| 6          | 7 tháng 8 năm 2014  | 9.8%              | 11.6%             | 10.0%             | 10.8%             |
| 7          | 13 tháng 8 năm 2014 | 11.0%             | 13.4%             | 9.8%              | 11.0%             |
| 8          | 14 tháng 8 năm 2014 | 10.0%             | 11.6%             | 10.2%             | 10.9%             |
| 9          | 20 tháng 8 năm 2014 | 9.7%              | 11.8%             | 9.7%              | 10.8%             |
| 10         | 21 tháng 8 năm 2014 | 11.2%             | 13.8%             | 10.0%             | 11.2%             |
| 11         | 27 tháng 8 năm 2014 | 9.4%              | 11.5%             | 9.1%              | 10.2%             |
| 12         | 28 tháng 8 năm 2014 | 10.6%             | 12.3%             | 9.7%              | 10.5%             |
| 13         | 3 tháng 9 năm 2014  | 9.3%              | 11.4%             | 9.5%              | 10.7%             |
| 14         | 4 tháng 9 năm 2014  | 10.9%             | 12.4%             | 9.4%              | 9.7%              |
| 15         | 10 tháng 9 năm 2014 | 11.1%             | 13.1%             | 11.4%             | 12.1%             |
| 16         | 11 tháng 9 năm 2014 | 13.4%             | 15.2%             | 12.9%             | 13.8%             |
| Trung bình | Trung bình          | 10.4%             | 12.6%             | 9.9%              | 10.9%             |

## Nhạc phim
| Volume 1: | Volume 1:                                   | Volume 1:                              | Volume 1:  |
| STT       | Nhan đề                                     | Ca sĩ                                  | Thời lượng |
| --------- | ------------------------------------------- | -------------------------------------- | ---------- |
| 1.        | "최고의 행운" (The Best Luck)               | Chen (EXO)                             | 3:45       |
| 2.        | "괜찮아, 사랑이야" (It's Okay, That's Love) | Davichi                                | 4:04       |
| 3.        | "잠 못드는 밤" (Sleepless Night)            | Crush feat. Punch                      | 3:57       |
| 4.        | "For You"                                   | Wheesung                               | 3:46       |
| 5.        | "I Feel You"                                | Hong Dae-kwang                         | 3:55       |
| 6.        | "Love Fiction"                              | Ulala Session                          | 3:38       |
| 7.        | "Love"                                      | Park Joon-soo and 88 feat. Chen Meihan | 1:44       |
| 8.        | "Slow Romance"                              | Ahn Joong-jae                          | 2:49       |
| 9.        | "Get Over"                                  | Kim Ji-soo                             | 2:34       |
| 10.       | "I Love Party"                              | Bae Bo-ram                             | 1:39       |
| 11.       | "Pizz Bizz 44"                              | Choi Sung-kwon                         | 1:36       |
| 12.       | "Green Grass"                               | Jung Yong-gook and Choi Jae-woo        | 3:26       |
| 13.       | "OK Love Wawoo"                             | Bae Bo-ram                             | 1:59       |
| 14.       | "Harmonica of Retaliation"                  | Kim Ji-soo                             | 2:40       |
| 15.       | "Pizz Bizz 34"                              | Choi Sung-kwon                         | 1:50       |
| 16.       | "U So Beauty"                               | Park Joon-soo and 88                   | 2:01       |
| 17.       | "Balkans"                                   | Choi Sung-kwon                         | 1:58       |

| Volume 2: | Volume 2:                  | Volume 2:      | Volume 2:  |
| STT       | Nhan đề                    | Ca sĩ          | Thời lượng |
| --------- | -------------------------- | -------------- | ---------- |
| 1.        | "너를 사랑해" (I Love You) | Yoon Mi-rae    | 4:03       |
| 2.        | "U"                        | MC the Max     | 4:12       |
| 3.        | "Tonight"                  | Orange Caramel | 3:08       |
| 4.        | "And I Need You Most"      | Hey            | 2:48       |
| 5.        | "I Love Party (Vox ver.)"  | Nhiều ca sĩ    | 1:40       |
| 6.        | "Blue Day"                 | Nhiều ca sĩ    | 2:12       |
| 7.        | "Let the Wind Blow"        | Nhiều ca sĩ    | 2:54       |
| 8.        | "Truth"                    | Nhiều ca sĩ    | 1:58       |
| 9.        | "One Moment"               | Nhiều ca sĩ    | 2:11       |
| 10.       | "Route 16"                 | Nhiều ca sĩ    | 3:02       |
| 11.       | "Irritation"               | Nhiều ca sĩ    | 0:58       |
| 12.       | "Slow Motion"              | Nhiều ca sĩ    | 2:34       |
| 13.       | "Schizo"                   | Nhiều ca sĩ    | 1:34       |
| 14.       | "Just Quit It"             | Nhiều ca sĩ    | 1:36       |
| 15.       | "Seriousness"              | Nhiều ca sĩ    | 1:51       |
| 16.       | "I'm Yours"                | Nhiều ca sĩ    | 1:22       |
| 17.       | "Gloomy Dream"             | Nhiều ca sĩ    | 2:03       |
| 18.       | "Bad Dream"                | Nhiều ca sĩ    | 0:48       |
| 19.       | "Timeless Slow"            | Nhiều ca sĩ    | 1:28       |

| Pop OST | Pop OST                          | Pop OST                              | Pop OST    |
| STT     | Nhan đề                          | Ca sĩ                                | Thời lượng |
| ------- | -------------------------------- | ------------------------------------ | ---------- |
| 1.      | "Sunboat"                        | Little Suns                          | 7:42       |
| 2.      | "Cross My Mind"                  | Twin Forks                           | 3:34       |
| 3.      | "Ship and the Globe"             | Kae Sun                              | 3:18       |
| 4.      | "You're My Best Friend"          | The Once                             | 3:08       |
| 5.      | "Soul"                           | Brandon Pacheco                      | 3:15       |
| 6.      | "Heavy"                          | The Killin' Time Band                | 4:01       |
| 7.      | "Hello (Ira ver.) (Radio Edit)"  | Quentin Mosimann                     | 3:31       |
| 8.      | "Psyke Underground (Radio Edit)" | Quentin Mosimann feat. Amanda Wilson | 3:09       |
| 9.      | "Hero"                           | Family of the Year                   | 3:10       |
| 10.     | "Sunboat (Radio Edit)"           | Little Suns                          | 6:34       |
| 11.     | "Offbeat"                        | Clara C.                             | 3:12       |
| 12.     | "The Camel Song"                 | Clara C.                             | 2:43       |
| 13.     | "Just Where I Belong"            | Emilie Mover                         | 6:52       |
| 14.     | "Above the Ground"               | Mark Berube                          | 3:16       |

| Ca sĩ             | Tiêu đề                                    | Vị trí cao nhất     | Doanh thu | Album                      |
| Ca sĩ             | Tiêu đề                                    | Gaon Download Chart | Doanh thu | Album                      |
| ----------------- | ------------------------------------------ | ------------------- | --------- | -------------------------- |
| Chen              | "The Best Luck (최고의 행운)"              | 8                   | 462,809+  | It's Okay, That's Love OST |
| Davichi           | "It's Okay, That's Love (괜찮아 사랑이야)" | 4                   | 577,873+  | It's Okay, That's Love OST |
| Crush feat. Punch | "Sleepless Night (잠 못드는 밤)"           | 2                   | 585,572+  | It's Okay, That's Love OST |
| Wheesung          | "For You"                                  | 22                  | 116,555+  | It's Okay, That's Love OST |
| Hong Dae-kwang    | "I Feel You"                               | 23                  | 183,763+  | It's Okay, That's Love OST |
| Ulala Session     | "Love Fiction"                             | 11                  | 217,722+  | It's Okay, That's Love OST |
| Yoon Mi-rae       | "I Love You (너를 사랑해)"                 | 1                   | 531,545+  | It's Okay, That's Love OST |
| MC the Max        | "U"                                        | 14                  | 112,572+  | It's Okay, That's Love OST |
| Orange Caramel    | "Tonight"                                  | 65                  | 21,945+   | It's Okay, That's Love OST |

## Giải thưởng và đề cử
| Năm  | Giải thưởng            | Thể loại                        | Người nhận   | Kết quả      |
| ---- | ---------------------- | ------------------------------- | ------------ | ------------ |
| 2014 | 7th Korea Drama Awards | Giải thưởng xuất sắc, diễn viên | Do Kyung Soo | Chưa công bố |

## Liên kết
- It's Okay, That's Love Trang chủ SBS chính thức (tiếng Hàn)
- Chỉ có thể là yêu trên HanCinema